# Đỗ Như Hối
Đỗ Như Hối (585 - 6 tháng 5 năm 630), tên chữ Khắc Minh, người huyện Đỗ Lăng quận Kinh Triệu (nay là Trường An khu Tây An thị tỉnh Thiểm Tây, Trung Quốc), là đại thần thời Đường sơ. Ông là một trong những mưu thần chủ yếu phò Lý Thế Dân cướp đoạt chính quyền, khai sáng Trinh Quán chi trị, được Lý Thế Dân trọng dụng. Cùng Phòng Huyền Linh được mọi người xưng tụng "Phòng mưu Đỗ đoạn" .
Tể tướng thời Đường Thái Tông: tháng 1 năm thứ 2 (628) đến tháng 2 năm thứ 3 Trinh Quán (629) là thị trung, tháng 2 năm thứ 3 đến tháng 12 là thượng thư hữu phó xạ.

## Cuộc đời
Đỗ Như Hối từ nhỏ thông minh, giỏi đàm văn sử, là nho nhã thư sinh điển hình. Những năm Đại Nghiệp nhà Tùy lập nghiệp làm Ung Châu tòng sự, Lại Bộ Thị Lang Cao Hiếu Cơ rất coi trọng ông, tán dương ông có tài ứng biến, là nhân tài trụ cột. Lúc Tùy Dương đế tiến về Giang Đô du ngoạn, thay mặt sứ giả của vua đàm phán công việc lưu thủ. Lúc Tần Vương Lý Thế Dân bình định kinh thành, ông là binh tào tham quân phủ Tần Vương. Ngay lúc đó Thái tử Lý Kiến Thành đối với Đỗ Như Hối vô cùng e ngại, hắn nói Tề vương Lý Nguyên Cát: "Người đáng sợ trong phủ Tần Vương, chỉ có Đỗ Như Hối cùng Phòng Huyền Linh mà thôi." Bị điều ra khỏi phủ Tần Vương. Được Phòng Huyền Linh vận động, Lý Thế Dân lại đem ông triệu hồi mạc phủ. Sau đó đi theo Lý Thế Dân đánh Đông dẹp Bắc, tham mưu quân quốc đại sự, đã bình định Tiết Nhân Quả, Lưu Vũ Chu, Vương Thế Sung, Đậu Kiến Đức các đường chư hầu. Tích lũy công huân được phong Đông đạo đại sự đài ti huân lang trung, phong Kiến Bình huyện nam, thực ấp ba trăm hộ. Không lâu kiêm nhiệm văn học quán học sĩ. 
Lý Thế Dân mở Thiên Sách phủ, Đỗ Như Hối đảm nhiệm Tòng Sự Trung Lang,được vẽ chân dung kỷ niệm 18 học sĩ Thiên Sách phủ, lấy Đỗ Như Hối cầm đầu, trên bức họa ghi lời khen là: "Kiến Bình văn nhã, hưu hữu liệt quang. Hoài trung lý nghĩa, thân lập danh dương."
Ngày 4 tháng 6 năm thứ 9 Võ Đức, sau sự biến Huyền Vũ môn, Lý Thế Dân được lập làm Hoàng thái tử, Đỗ Như Hối đảm nhiệm Thái tử hữu thứ tử (Đường Thư ghi là tả thứ tử, bia mộ Đỗ Như Hối ghi là hữu thứ tử), không lâu chuyển nhiệm Binh bộ Thượng thư, tiến phong Thái quốc công, ban thưởng thực phong một ngàn ba trăm hộ.
Năm thứ 2 Trinh Quán, Đỗ Như Hối giữ chức cũ thay quyền thị trung, kiêm Lại bộ thượng thư, tổng giám đông cung binh mã.
Năm thứ 3 Trinh Quán, Đỗ Như Hối thay Trưởng Tôn Vô Kỵ làm Thượng thư hữu phó xạ, cùng tả phó xạ Phòng Huyền Linh cùng chưởng triều chính, chế định Đường triều quy mô các bộ ngành cùng điển chương, được mọi người khen là lương tướng, sử xưng tụng "Phòng mưu Đỗ đoạn". Mùa đông cùng năm Đỗ Như Hối do bệnh từ chức, Đường Thái Tông đối với bệnh tình của ông cực kì chú ý, liên tiếp phái người thăm hỏi, tìm kiếm danh y và dược vật chữa bệnh, đến tháng 5 năm thứ 4 Trinh Quán cuối cùng bởi vì bệnh nặng mà qua đời, gần 46 tuổi. Đường Thái Tông đối với cái chết của ông cực kì đau lòng, truy tặng ông là Tư Không, tỷ phong Lai quốc công, thụy Viết Thành.

## Bia mộ Đỗ Như Hối
Đỗ Như Hối bia mộ được Đường Thái Tông mệnh Ngu Thế Nam sáng tác văn bia, Âu Dương Tuân ghi thể chữ lệ. Lại xưng "Tặng Tư Không Đỗ Như Hối bia". Năm thứ 4 Trinh Quán bốn năm lập bia ở Chiêu lăng huyện Lễ Tuyền.

### Gia thế
- Cao tổ: : Đỗ Tú, phụ quốc tướng quân nhà Bắc Ngụy, tặng thứ sử Dự Châu
- Tằng tổ: Đỗ Hiểu, nghi đồng tam ti nhà Bắc Chu, quận trưởng Vũ Đô, tặng khai phủ nghi đồng, đại tướng quân, thứ sử Toại Châu.
- Bá tổ: Đỗ Quả, Binh bộ thượng thư nhà Tùy, Nghĩa Hưng quận công
- Tổ phụ: Đỗ Huy, tên chữ là Diệp, trưởng sử Hoài Châu (Theo "Kim thạch lục" Đỗ Như Hối bi)
- Cha: Đỗ Trá, trưởng sử Xương Châu nhà Tùy
- Chú: Đỗ Yêm, An Cát quận công

### Em trai
- Đỗ Sở Khách, về sau đảm nhiệm trưởng sử trong phủ Ngụy Vương Lý Thái, bái Công bộ Thượng thư, chưởng quản sự vụ trong phủ Ngụy Vương Thái. Ủng hộ Lý Thái cùng Lý Thừa Càn tranh đoạt vị trí Thái tử, năm thứ 17 Trinh Quán được miễn chết, phế là thứ dân.

### Con trai
- Đỗ Cấu, kế thừa tước vị Lai quốc, quan đến thứ sử. Sau bởi vì đệ đệ Đỗ Hà liên luỵ mà bị lưu vong Lĩnh Nam, chết ở phương nam.
- Đỗ Hà, cưới con gái Đường Thái Tông Thành Dương công chúa, ban thưởng tước Tương Dương quận công, năm thứ 17 Trinh Quán, bị cuốn vào án Hoàng thái tử Lý Thừa Càn bị xử trảm.